# 李玄 (崇禎進士)
李玄（？—？），字伯韡，福建漳州府漳平县人，明朝政治人物。崇禎甲戌进士。

## 生平
崇禎六年（1633年）癸酉科福建鄉試第三十名舉人，崇禎七年（1634年），聯登甲戌科進士。刑部觀政，崇祯八年（1635年），擔任明朝廣州府新安縣知縣，九年調任海豐縣知縣，十三年考察去職。

## 家族
曾祖李明揮，祖李文卿，父李春香，增廣生。